# 권벌 종가 전적
권벌 종가 전적(權橃 宗家 典籍)은 대한민국 경상북도 봉화군 봉화읍 유곡리, 충재박물관에 있는, 조선 중종 때의 명신이며 학자였던 충재 권벌(1478∼1548) 선생의 종가에 소장되어 있는 것이다. 1986년 11월 29일 대한민국의 보물 제896호로 지정되었다.

## 개요
조선 중종 때의 명신이며 학자였던 충재 권벌(1478∼1548) 선생의 종가에 소장되어 있는 것이다. 권벌은 연산군 2년(1496)에 진사가 되고 중종 2년(1507)에 문과에 급제하여 대간, 정원과 각 조의 판서 등 여러 벼슬을 지냈다. 인종 1년(1545)에 우찬성과 판의금부사를 지냈으며, 을사사화 때 소윤일파에 의하여 삭주로 유배가서 그곳에서 죽었다. 선조 때 억울함이 풀어져 영의정에 추증되었고, 봉화의 삼계서원에 모셔졌다.
전적은 약 3,000책이 소장되어 있는데, 지정된 것을 살펴보면『우향계축』(1478),『사마방목』(1406),『문과잡과방목』(1507),『충재자필일기』등 15종 184책이다.
과거 합격자명단인 『사마방목』은 보물 제524호인 『정덕계유사마방목』보다 17년이 앞선 것이고, 『문무잡과방목』 역시 지금까지 간행되어 전해지는 본으로는 가장 오래된 것으로 보물 제603호로 지정된 『정덕계유문무잡과방목』보다 6년이나 오래된 본이다. 『을사정난기』는 유일하게 남아있는 것이며, 『충재일기』는 임진왜란 이전에 만들어진 역사적 자료로 매우 중요한 가치를 지닌다.
이는 조선 전기 정치, 사회, 경제사를 연구하는데 매우 귀중한 자료로 평가된다.

## 같이 보기
- 권벌 충재일기 - 보물 제261호
- 권벌 종가 고문서 - 보물 제901호
- 권벌 종가 유묵 - 보물 제902호

## 참고 자료
- 권벌 종가 전적 - 국가유산청 국가유산포털